# Universal Studios South Korea
Universal Studios South Korea est un projet de parc à thème Universal annulé situé à proximité de Hwaseong, en Corée du Sud. Le parc aurait dû être construit par un consortium incluant Universal Parks & Resorts, UKSOR and Associates et POSCO.

## Développement
Universal Studios South Korea a été annoncé pour la première fois le 22 mai 2007 par Franc P. Stanek, le président UKSOR and Associates. Aucun détail, comme la situation ou le coût de construction, n'a été donné. Le 27 novembre, Universal Parks & Resorts a annoncé que le parc allait être construit à Hwaseong, situé au Sud de Séoul et proche de l'aéroport international d'Incheon, et qu'un budget de 3,1 milliards de dollars américains y avait été attribué.
Le choix de la Corée du Sud pour un nouveau parc a été décidé d'après beaucoup de facteurs. Thomas L. Williams, le président d'Universal Parks and Resorts, a spécialement mentionné  la forte croissance économique du pays et la passion des Sud-Coréens pour les films américains. Il a aussi évoqué le fait qu'à peu près la moitié de la population de Corée du Sud se trouve près de Séoul. La proximité du pays avec la Chine n'a pas été ignorée par l'équipe de développement. Stanek a dit : "Ce que nous espérons faire est d'amener attraction de classe mondiale pas seulement pour les Sud-Coréens, mais d'attirer des touristes vers ce pays."
Le gouverneur de Gyeonggi Kim Moon-soo estime qu'Universal Studios South Korea pourrait générer 3600 milliards de wons (3,2 milliards de dollars américains) en investissement à l'étranger, 190 millions de won par année de taxes et 60 000 nouveaux emplois.
En janvier 2010, les développeurs du parc et du resort Universal Studios en Corée ont dit que l'ouverture du parc était prévue pour début 2014 après avoir été retardée à cause de la crise financière. Le projet été initialement prévu pour 2012. 15 millions de visiteurs par année seront attendus.
Tom Williams, PDG d'Universal Park and Resorts, qui fit une visite à Osaka pour l'ouverture de l'attraction "The Wizarding World of Harry Potter" à Universal Studio Japan, a déclaré que le projet Universal Studio Corée a été annulée dans une interview de Nihon Keizai Shinbun, premier quotidien économique du Japon, du 15 juillet 2014. Il a également dit que l'UPR n'a actuellement aucun plan pour ouvrir un parc à thème en Chine.
L'article de la journaliste Nihon Keizai n'a pas précisé la raison de cette déclaration par Tom Williams, mais le rapport coréen explique l'annulation survenue en raison de problèmes non résolus sur l'immobilier et les propriétés.

## Le parc
Rien n'a été dit à propos des attractions ou de l'apparence du parc à la conférence de presse en mai 2007, à part que le parc serait plus grand que Universal Studios Hollywood et Universal Studios Japan mis ensemble. Le parc va probablement reprendre les attractions populaires des autres parcs, comme celles basées sur King Kong, Jurassic Park, E.T. et Shrek.
Le directeur général d'Universal Parks & Resorts Thomas L. Williams a déclaré qu'en plus du parc à thèmes, le projet aurait inclut un parc aquatique, un centre commercial, des hôtels et un terrain de golf,. Il a aussi dit que le parc n'inclura pas que des personnages de films américains, mais aussi des héros de films sud-coréens.

## Concurrence
Universal Studios South Korea va entrer dans un marché très concurrentiel, avec les deux parcs à thèmes sud-coréens actuels et des autres projets des studios concurrents. Un jour avant que le projet du parc soit rendu public, Metro-Goldwyn-Mayer a annoncé un futur parc à Shanghai, en Chine. La filiale de Viacom Paramount Pictures a déclaré qu'elle étudiait le potentiel pour son propre parc à thèmes près de Séoul. Chacun de ces parcs devra concurrencer les deux parcs locaux, Everland et Lotte World. Everland a accueilli 7,5 millions de visiteurs en 2006, se classant quatrième en Asie, derrière les deux parcs de Tokyo Disney Resort et Universal Studios Japan. Lotte World s'est classé cinquième, avec 5,5 millions de visiteurs.